# Yodé & Siro
Pour les articles homonymes, voir Siro (homonymie).
Yodé & Siro est un groupe de zouglou ivoirien, originaire d'Abidjan. Il est formé en 1996, et composé de Gervais Dali Djédjé, et de Sylvain Decavailles Aba. Le groupe est à l'origine composé de 4 membres et s'appelle Les Poussins Chocs. Il commence par se faire un nom sur les scènes d'Abidjan, avant de se faire connaître du grand public grâce, entre autres, à leur tube Asec-Kotoko (dont le morceau principal parle de l'histoire tragique entre le Ghana et la Côte d'Ivoire après un match entre l'ASEC Mimosas et l'Asante Kotoko en Ligue des champions dans les années 1990). Yodé & Siro fêtent leurs 25 ans de carrière en octobre 2022,.

## Biographie

### Origines (1999–2000)
Yodé & Siro se rencontrent à Koumassi, alors qu'ils sont tous deux adolescents, au début des années 90. Ils rejoignent "Espoir Choc", un groupe où se trouvaient également Pat Saco et Valérie de "ESPOIR 2000", ainsi qu'El Pazo des "Mercenaires". Ce groupe avait été créé par Julien Goualo pour initier les jeunes de son quartier au chant et à la percussion.
Quelque temps plus tard, Yodé et Siro se retrouvent à Treichville et forment un autre groupe nommé "Poussins Choc" avec Petit Denis, Bedel et Fifi Django.
Partis pour animer des funérailles dans la ville de Divo, ils rencontrent Sylvain Lenoir. Venu de la France pour ses vacances, l'homme est séduit par leur performance. Il se propose comme manager et les inscrit à un concours d'orchestres organisé par la marque de cigarettes Marlboro. À l'issue de ce concours, le groupe remporte la première place et attire l'attention de David Tayorault et Claude Bassolé, respectivement arrangeur et mécène culturel. 
En 1996, sous la direction de ces deux derniers (David Tayorault et Claude Bassolé), les enfants de « gbata » sortent leur premier album, ASEC-Kotoko, sans Petit Denis. Cet album connaît un grand succès, notamment avec le titre éponyme ASEC-Kotoko, qui retrace avec humour un épisode tragique de l'histoire de la Côte d'Ivoire et devient un tube.
En 1998, toujours avec Claude Bassolé, ils sortent leur deuxième œuvre, ASEC-Kotoko-Retour. Ils enchaînent les tournées dans la sous-région et en Europe. De retour à Abidjan, ne pouvant plus continuer sous le nom de « Poussins Chocs », ils forment un duo nommé « Yodé & Siro ».
Depuis la séparation des Poussins chocs à la suite du décès de Fifi Django, Yodé & Siro forment un duo qui est devenu célèbre dans les années 2000 avec trois albums notamment Victoire, ensuite est venu en 2002 l'album Antilaléca toujours aussi comique avec de nombreux tubes comme 1er jour à Paris la chanson réponse à celle chantée par Magic System un gaou à Paris ainsi que la vie c'est mollo.  Puis Yodé & Siro ont chanté pour la paix en Côte d'Ivoire avec des nombreux artistes zouglou (comme Bagnon, Pat Sako d'Espoir 2000, Collectif 1+1, Collectif BCG, ...). En ce moment Yodé & Siro ont sorti un nouvel album à la suite des réclamations des fans intitulé « sign'zo » parlant des signes du zodiaque et de l'effet de ces derniers sur le comportement. Il y a aussi le tube Marie jo dénonçant l'infidélité des femmes ainsi que leur jalousie... Avec Sign'zo, le groupe Yodé et Siro entend conquérir le public international, à l'image de son compatriote Magic System dont il vient d'ailleurs de recruter l'ex-manager Angelo Kabila.

### Victoire(2000)
En 2000, Yodé & Siro entrent en studio et sortent un album de 8 titres aussi variés que colorés. Il s’appellera Victoire, qui a connu un grand succès dans les années 2000-2001 avec des chansons à textes comiques parlant de la situation économique et politique du pays ainsi que les problèmes du quotidien des ivoiriens.

## Artistes engagés

### Affaire outrage à magistrat
En décembre 2020, les deux hommes ont été placés en garde à vue pour avoir critiqué le procureur de la république Richard Adou, qu’ils qualifiaient de partial "Il est procureur d’un seul camp". ils étaient accusés d'outrage à magistrat, trouble à l'ordre public et diffamation. Ils ont été condamnés a un an de prison avec sursis et 5 millions FCFA d'amende chacun.

### Affaire des 49 soldats arrêtés au Mali
Yodé & Siro sortent en juillet 2022 une chanson intitulé Les 49 en soutien aux 49 soldats ivoiriens détenus au Mali le 10 juillet 2022 et inculpés pour « atteinte à la sûreté de l’État ».

## Engagement communautaire
Le groupe participe au reboisement en Côte d'Ivoire à travers la Fondation Yodé & Siro (Yes). La Fondation a organisé pour la deuxième fois la grande caravane nationale du reboisement populaire en Côte d’Ivoire, en collaboration avec la Société de Développement des Forêts (SODEFOR),. La deuxième édition de ce reboisement a été lancée le 4 mai 2023.
En 2022, la fondation Yes a reboisé 182 hectares et 350 hectares sont prévus pour 2023 dans 13 aires protégées.

## Membres
- Yodé
- Siro

## Discographie

### Albums studio
- 2000 : Victoire
- 2002 : Antilaleca
- 2007 : Sign'zo
- 2020  : Heritage